# بوبي روبنسون (ملحن)
بوبي روبنسون (بالإنجليزية: Bobby Robinson)‏ هو ملحن ومنتج أسطوانات أمريكي، ولد في 16 أبريل 1917 في يونيون في الولايات المتحدة، وتوفي في 7 يناير 2011 في هارلم في الولايات المتحدة.

## وصلات خارجية
- بوبي روبنسون على موقع IMDb (الإنجليزية)
- بوبي روبنسون على موقع IMDb (الإنجليزية)
- بوبي روبنسون على موقع ميوزك برينز (الإنجليزية)
- بوبي روبنسون على موقع أول ميوزيك (الإنجليزية)
- بوبي روبنسون على موقع أول ميوزيك (الإنجليزية)
- بوبي روبنسون على موقع أول ميوزيك (الإنجليزية)
- بوبي روبنسون على موقع ديسكوغز (الإنجليزية)
- بوبي روبنسون على موقع ديسكوغز (الإنجليزية)